# نیکول بوکرس
نیکول بوکرس (هلندی: Nicole Beukers؛ زادهٔ ۷ اکتبر ۱۹۹۰) قایقران روئینگ اهل هلند است.
وی در مسابقات کشوری و بین‌المللی در مجموع برندهٔ ۱ مدال طلا، ۴ مدال نقره، ۵ مدال برنز شده‌است.